# 2023-as Formula–1 emilia-romagnai nagydíj
Az emilia-romagnai nagydíj lett volna 2023-as Formula–1 világbajnokság hatodik futama, amelyet 2023. május 19. és május 21. között rendeztek volna meg az Autodromo Enzo e Dino Ferrari versenypályán, Imolában.
A  verseny előtti hetekben esett nagy mennyiségű csapadék miatt a Santerno folyó kiáradt. A polgári védelem vörös riasztást adott ki Emilia-Romagna régióban. A víz a pályát és környékét is ellepte. Május 16-án a csapatok már helyszínen dolgozó munkatársainak is el kellett hagyni a pályát. Május 17-én a Formula–1 vezetése, a verseny szervezői és a hatóságok közös döntése alapján az időjárás és a vészhelyzet miatt törölték a teljes versenyhétvégét.